# Santa Eulália (Arouca)
Pour les articles homonymes, voir Santa Eulália.
Santa Eulália est une paroisse civile portugaise (en portugais : freguesia) de la municipalité d'Arouca dans le district d'Aveiro.

## Géographie
Santa Eulália est située à l'ouest du centre d'Arouca.
Elle est traversée d'est en ouest par la rivière Arda (pt), affluent du Douro.

## Histoire
La paroisse de Santa Eulália est rattachée à l'abbaye d'Arouca en 1520.
En 1910, le mémorial de Santo António — un arc de granite surplombant la tombe de Mafalda de Portugal — est classé Monument national.

## Démographie
Lors du recensement de 2021, Santa Eulália compte 2 120 habitants. C'est alors la deuxième paroisse la plus peuplée de la municipalité d'Arouca, derrière Arouca e Burgo (5 120 habitants) et devant Escariz (2 111 habitants).